# Trimerotropis infantilis
Trimerotropis infantilis é uma espécie de insecto da família Acrididae.
É endémica dos Estados Unidos da América. 